# Ray Bryant
Raphael Homer "Ray" Bryant, född den 24 december 1931 i Philadelphia, död den 2 juni 2011 i New York var en amerikansk jazzpianist, arrangör och kompositör. Utöver att han varit bandledare och uppträtt solo, har han även spelat med Lester Young, Charlie Parker, Miles Davis, Carmen McRae, Dizzy Gillespie, Ella Fitzgerald, Aretha Franklin och andra.

## Diskografi[6]

### Solo
- 1958 : Alone with the Blues ∫ New Jazz Records NJLP 8213; Prestige PR 7837; Fantasy OJC 249, OJCCD 249-2[7]
- 1958 : Joy / Stocking Feet ∫ Prestige Records PR 45-505 (45)
- 1962 : Hollywood Jazz Beat ∫ Columbia Records CL 1867 (Med Richard Wess Orchestra)
- 1973 : Alone at Montreux ∫ Atlantic Records SD 1626
- 1976 : Solo Flight ∫ Pablo Records 2310-798; Fantasy Records OJCCD 885-2
- 1977 : Montreux '77 (Live) ∫ Pablo Records Live 2308-201; Fantasy Records OJC 371, OJCCD 371-2
- 1990 : Plays Blues and Ballads ∫  Jazz Connaisseur (Swt) JCCD 9107-2
- 1993 : Somewhere in France ∫ Label M Records 5701
- 1994 : Inimitable ∫ Med Ray Brown på bas, Jazz Connaisseur (Swt) JCCD 9430-2
- 1995 : Solo Live in Tokyo - Plays Blues And Boogie ∫ EmArcy Records (J) PHCE 58
- 2008 : In the Back Room ∫ Evening Star Records 750366011423

### Ray Bryant Trio
- 1957 : Ray Bryant Trio ∫ Prestige Records PRLP 7098; New Jazz NJLP 8227; Fantasy OJCCD 793-2[8]
- 1959 : Ray Bryant Plays ∫ Signature Records LP 6008
- 1960 : Little Susie ∫ Columbia Records CL 1449
- 1961 : Con Alma ∫ Columbia Records CL 1633
- 1963 : Groove House ∫ Sue Records LP 1016
- 1964 : Ray Bryant at Basin Street East ∫ Sue Records LP 1019
- 1964 : Cold Turkey ∫ Sue Records LP 1032
- 1964 : Soul ∫ Sue Records LP 1036
- 1966 : Gotta Travel On ∫ Cadet Records LP 767
- 1966 : It Was a Very Good Year / Gotta Travel On ∫ Cadet Records 5535 (45)
- 1967 : The Ray Bryant Touch ∫ Cadet Records LP 793
- 1967 : Little Suzie / City Tribal Dance ∫ Cadet Records 5580 (45)
- 1969 : Sound Ray ∫ Cadet Records LPS 830
- 1970 : MCMLXX ∫ Atlantic Records SD 1564
- 1970 : Shake-A-Lady / Let It Be ∫ Atlantic Records 5102 (45)
- 1975 : Hot Turkey ∫ Black & Blue Records (F) 2330 989
- 1976 : Here's Ray Bryant ∫ Pablo Records 2310-764; Fantasy Records OJCCD 826-2
- 1978 : All Blues ∫ Pablo Records 2310-820; Fantasy Records OJCCD 863-2
- 1980 : Potpourri ∫ Pablo Records 2310-860; Fantasy Records OJCCD 936-2
- 1987 : Today ∫ EmArcy Records 832 589-2, (J) 32JD 10079
- 1987 : Ray Bryant Plays Basie and Ellington ∫ EmArcy Records 832 235-2, (J) 32JD 10051
- 1988 : Blue Moods ∫ EmArcy Records 842 438-2, (J) EJD 5
- 1988 : Golden Earrings ∫ EmArcy Records 836 368-2, (J) 32JD 10161
- 1989 : All Mine… and Yours ∫ EmArcy Records (J) EJD 13
- 1992 : Through the Years, Vol. 1 ∫ EmArcy Records 512 764-2
- 1992 : Through the Years, Vol. 2 ∫ EmArcy Records 512 933-2
- 1994 : Ray Bryant Meets Ray Brown + 1 Double RB ∫ EmArcy Records 526 998-2
- 1997 : North of the Border ∫ Label M Records 5741
- 1998 : Ray's Tribute to his Jazz Piano Friends ∫ JVC Music JMI 7503 2

### Ray Bryant Quartet
- 1956 : The Music of Cole Porter: Jazz Rhythm Series, Vol. 5 ∫ Music Minus One Records MMO 5
- 1961 : Swinging with Charlie ∫ Sesac Records N4703/04
- 1963 : Groove House ∫ Sue Records LP 1016
- 1994 : No Problem ∫ Cadet Records CA 50052

### Ray Bryant Quintet
- 1966 : Gotta Travel On ∫ Cadet Records LPS 767
- 1966 : It Was a Very Good Year c/w Gotta Travel On ∫ Cadet Records 5535 (45)
- 1968 : Up Above the Rock ∫ Cadet Records LPS 818
- 1968 : Poochie / Mrs. Robinson ∫ Cadet Records 5615 (45)
- 1968 : Up Above the Rock / Little Green Apples ∫ Cadet Records 5625 (45)
- 1968 : Quizas, Quizas, Quizas / After Hours ∫ Cadet Records 5639 (45)

### Ray Bryant Sextet
- 1961 : Madison Time ∫ Columbia Records CL 1476
- 1961 : Dancing the Big Twist ∫ Columbia Records CL 1746

### Ray Bryant Sextet och Ray Bryant Quintet withCharles Stepney's Orchestra
- 1974 : In the Cut ∫ EmArcy Records 522 387-2

### Ray Bryant withRichard Evans' Orchestra
- 1966 : Lonesome Traveler ∫ Cadet Records LP 778
- 1966 : Slow Freight ∫ Cadet Records LP 781
- 1966 : Slow Freight / If You Go Away ∫ Cadet Records 5558 (45)
- 1967 : Take a Bryant Step ∫ Cadet Records LP 801
- 1967 : Ode to Billy Joe / Ramblin' ∫ Cadet Records 5575 (45)
- 1967 : Dinner on the Grounds / To Sir With Love ∫ Cadet Records 5598 (45)
- 1967 : Pata Pata / Doing The Thing ∫ Cadet Records 5587 (45)